# Giulești, Bihor
Giulești este un sat în comuna Pietroasa din județul Bihor, Crișana, România.
Toponimicul, derivat din mai corectul și vechiul nume "Julești", este luat de la numele majorității locuitorilor: Jula.
Inițial un cătun, se zice că ar fi fost înființat de oameni care se ascundeau de autoritățile vremii.
Situat în amonte de mai celebrul Chișcău, pe Valea Crăiesei, satul este pozitionat între munți.

## Obiective turistice
- Rezervația naturală “Peștera lui Micula” (0,1 ha).

 Acest articol despre o localitate din județul Bihor este deocamdată un ciot. Puteți ajuta Wikipedia prin completarea lui.